# Elementarisierungsstufe
Als Elementarisierungsstufen bezeichnet man die Arten der Vereinfachung (Elementarisierung) eines Sachverhaltes, die aus physikdidaktischer Sicht zulässig sind.

## Stufen
Es gibt drei Elementarisierungsstufen:
1. Beschränkung auf Prinzip Versuch
2. Phänomenologische Ordnung
3. Theorien im Sinne von Mathematisierungen

### Beispiel
Beispiel für Elementarisierungsstufen am Beispiel der Physikalischen Arbeit:
1. Eine Beschränkung auf den Prinzip Versuch wäre beispielsweise die Äquivalenz von Energie und Arbeit, also Energie = Arbeit. Im Prinzip können beide Begriffe an den gleichen Stellen verwendet werden, obwohl sie doch zwei verschiedene Sachverhalte beschreiben.
2. Arbeit = Kraft · Weg wäre eine Vereinfachung phänomenologischer Ordnung, wenn man auf die Formel und den qualitativen Zusammenhang des Gesetzes verzichten würde. Beispielsweise lehrt man dann, je mehr Kraft ich brauche, desto mehr Arbeit habe ich verrichtet.
3. Als Theorie im Sinne einer Mathematisierung kann man folgende Vereinfachung beschreiben: Die Arbeit ist das Wegintegral über das Vektorfeld der Kraft. Hierbei verzichtet man auf eine Anschauung und vereinfacht den Zusammenhang auf eine mathematische Formel.